# Cleistes latipetala
Cleistes latipetala,  es una especies   de orquídea de hábitos terrestres. Tiene hojas alternas y flores grandes que se abren sucesivamente, tiene raíces tuberosas delicadas, y reside en Río de Janeiro de Brasil.

## Taxonomía
Cleistes latipetala fue descrita por (Barb.Rodr.) Schltr. y publicado en Archivos de Botânica do São Paulo 1: 179, en el año 1926.
Etimología
Cleistes: nombre genérico que viene del griego kleistos = "cerrado", en referencia a sus  flores que apenas están abiertas.
latipetala: epíteto latíno  que significa "con pétalos anchos".
Sinonimia
- Pogonia latipetala Barb.Rodr. basónimo[4]